# Arboreto de Batsford

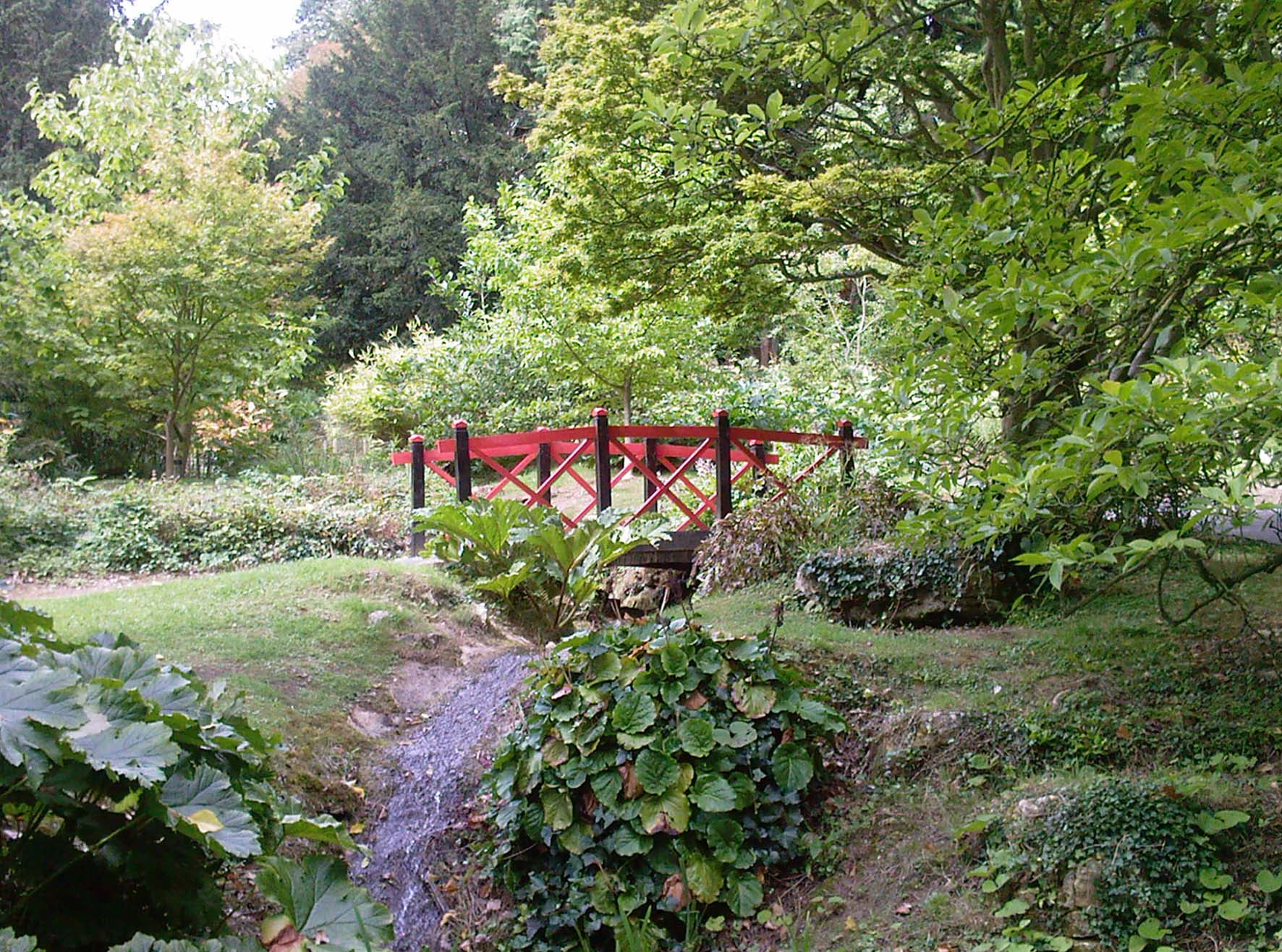
Puente japonés sobre el barranco en el "Batsford Arboretum".

El arboreto de Batsford (en inglés: Batsford Arboretum) es un arboreto y jardín botánico de 55 acres (220.000 m²) cerca de Batsford en Gloucestershire, Inglaterra, a unas 1½ millas al noroeste de Moreton-in-Marsh. Es propiedad de la « "Batsford Foundation"», una asociación caritativa registrada, y está abierto a diario la mayor parte del año.
El arboreto se asienta en el terreno escarpado de Cotswold y contiene alrededor de 2900 árboles, con una gran colección de arces japoneses, de magnolias y de pinos. Mantiene la colección nacional de Prunus (Grupo sato-sakura) — Cerezos japoneses de floración ornamental — bajo la administración del NCCPG National Plant Collection cuya composición está supervisada por el National Council for the Conservation of Plants and Gardens.

## Localización
Batsford Arboretum is located at Ordnance Survey mapping six-figure grid reference SP 187339 England-Inglaterra, United Kindong-Reino Unido.52°0′10″N 1°43′45″O / 52.00278, -1.72917

## Historia
La finca de Batsford Park fue heredada en 1886 por Algernon Freeman-Mitford, Primer Baron de Redesdale. Él que había viajado ampliamente en Asia, había desarrollado la idea del jardín como un "paisaje silvestre" con las plantaciones naturales inspiradas en la práctica china y japonesa.
Algernon Bertram  murió en 1916 y fue sucedido por David Freeman-Mitford, 2.º barón Redesdale, que era padre de las famosas "Mitford sisters" (Hermanas Mitford). Vivieron en Batsford durante la Primera Guerra Mundial, y Nancy Mitford basó la primera parte de su novela Love in a Cold Climate (Amor en un clima frío) en el tiempo pasado en Batsford. En 1919 la finca fue vendida, para cubrir deudas de muerte, a Gilbert Wills, 1r barón de Dulverton, un heredero de la fortuna basada en el tabaco, W.D. & H.O. Wills. Su esposa Victoria más adelante desarrolló el jardín y las plantaciones de especímenes de árboles.
Después de quedar en la negligencia durante la Segunda Guerra Mundial el arboreto fue restablecido por (Frederick)Anthony Hamilton Wills, 2.º barón de Dulverton (1915-1992), que fue sucedido en 1956. Anthony Wills, consolidó y amplió las colecciones y situó a Batsford en un nivel de reputación internacional. Para asegurar a la supervivencia del arboreto lo donó el "Batsford Park" a una asociación caritativa en 1984.
Aparte del arboreto, el resto de los 5,000 acres (20 km²) de la histórica finca Batsford es propiedad privada del Baron Dulverton,  Michael Hamilton Wills, 3.er Baron Dulverton (nacido en  1944).